# 尹江浩
尹 江浩（ユン・ガンホ、朝鮮語: 윤강호）は、朝鮮民主主義人民共和国の政治家。労働相、朝鮮労働党中央委員会委員候補、朝鮮イラン親善協会委員長などを歴任した。

## 経歴
出生地や生年月日は不明。労働相に任命されるまでの経歴も不明。アメリカ政府から制裁対象に指定された鄭永洙に代わって2019年1月に労働相に任命された。同年3月10日に実施された最高人民会議第14期代議員選挙で代議員に選出され、4月10日に開催された朝鮮労働党中央委員会第7期第4回総会で党中央委員会委員候補に補選された。翌4月11日に開催された最高人民会議第14期第1回会議で労働相に再任された。
2021年1月5日から開催された朝鮮労働党第8次大会で行われた党中央委員から脱落。1月17日に開催された最高人民会議第14期第4回会議で労働相を解任された。